# 小野武雄 (陸軍軍人)
小野 武雄（おの たけお、1898年（明治31年）10月24日 - 1944年（昭和19年）4月28日）は、大日本帝国陸軍軍人。最終階級は陸軍少将。功四級。

## 経歴
山口県出身。1920年（大正9年）5月、陸軍士官学校第32期卒業。
1940年（昭和15年）4月、第20師団参謀を経て、1943年（昭和18年）8月、陸軍大佐に進み、同師団参謀長に補される。ニューギニア戦線で悪戦苦闘の末、1944年（昭和19年）4月28日に陛下の式典に出席するために船で移動中に戦死し、陸軍少将に没後特進した。